# 谢桓武
谢桓武（?—?）河南唐县人，清朝及中华民国政治人物。

## 生平
清朝末年，谢桓武中进士，授内阁中书，入进士馆肄业。此后，他被派赴日本留学，自法政大学肄业。归国后，经邮传部调部当差，不久，改官知县，选授山西定襄县知县，调署阳曲县知县，保升直隶州知州，后成为知府衔山西候补直隶州知州。宣统二年五月五日，山西巡抚丁宝铨《奏遴选审判检察厅丞长恳饬部存记摺》，推荐谢桓武、王祖仁由法部分任准备成立的山西高等审判厅厅丞、山西高等检察厅检察长。
中华民国成立后，1912年8月，谢桓武署河南劝业道，同年该职位被裁撤。1913年至1914年，谢桓武任河南实业司长。